# 愛三工業車隊
愛三工業車隊（Aisan Racing Team）是一隊總部設於日本的亞洲洲際單車隊。

## 車手名單

### 2023年
|      | 車手     | 出生日期       |
| ---- | -------- | -------------- |
| 日本 | 石上優大 | 1997年10月20日 |
| 日本 | 草場啟吾 | 1996年9月8日   |
| 日本 | 西尾憲人 | 1995年7月6日   |
| 日本 | 岡本隼   | 1995年6月1日   |
| 日本 | 佐藤健   | 1999年11月19日 |

|      | 車手       | 出生日期      |
| ---- | ---------- | ------------- |
| 日本 | 鈴木讓     | 1985年11月6日 |
| 日本 | 當原隼人   | 1997年6月26日 |
| 日本 | 渡邊步     | 1998年3月8日  |
| 日本 | 渡邊翔太郎 | 1994年8月29日 |
| 日本 | 山本健太郎 | 1997年2月3日  |

### 2022年
|      | 車手          | 出生日期               |
| ---- | ------------- | ---------------------- |
| 日本 | 草場啟吾      | 1996年9月8日（25歲）   |
| 法國 | 戴米恩·莫尼爾 | 1982年8月27日（39歲）  |
| 日本 | 中川拳        | 1997年9月22日（24歲）  |
| 日本 | 岡本隼        | 1995年6月1日（26歲）   |
| 日本 | 佐藤健        | 1999年11月19日（22歲） |

|      | 車手       | 出生日期              |
| ---- | ---------- | --------------------- |
| 日本 | 鈴木讓     | 1985年11月6日（36歲） |
| 日本 | 當原隼人   | 1997年6月26日（24歲） |
| 日本 | 渡邊步     | 1998年3月8日（23歲）  |
| 日本 | 渡邊翔太郎 | 1994年8月29日（27歲） |
| 日本 | 山本健太郎 | 1997年2月3日（24歲）  |

### 2021年
|        | 車手          | 出生日期               |
| ------ | ------------- | ---------------------- |
| 新西兰 | 積臣·基士堤   | 1990年12月22日（30歲） |
| 日本   | 伊藤雅和      | 1988年6月12日（32歲）  |
| 日本   | 草場啟吾      | 1996年9月8日（24歲）   |
| 法國   | 戴米恩·莫尼爾 | 1982年8月27日（38歲）  |
| 日本   | 中川拳        | 1997年9月22日（23歲）  |
| 日本   | 岡本隼        | 1995年6月1日（25歲）   |

|      | 車手     | 出生日期              |
| ---- | -------- | --------------------- |
| 日本 | 大前翔   | 1997年8月3日（23歲）  |
| 日本 | 住吉宏太 | 1991年7月1日（29歲）  |
| 日本 | 鈴木讓   | 1985年11月6日（35歲） |
| 日本 | 當原隼人 | 1997年6月26日（23歲） |
| 日本 | 渡邊步   | 1998年3月8日（22歲）  |

### 2020年
|        | 車手          | 出生日期               |
| ------ | ------------- | ---------------------- |
| 新西兰 | 積臣·基士堤   | 1990年12月22日（29歲） |
| 日本   | 伊藤雅和      | 1988年6月12日（31歲）  |
| 日本   | 貝原良太      | 1997年8月16日（22歲）  |
| 日本   | 草場啟吾      | 1996年9月8日（23歲）   |
| 法國   | 戴米恩·莫尼爾 | 1982年8月27日（37歲）  |

|      | 車手     | 出生日期              |
| ---- | -------- | --------------------- |
| 日本 | 中川拳   | 1997年9月22日（22歲） |
| 日本 | 岡本隼   | 1995年6月1日（24歲）  |
| 日本 | 大前翔   | 1997年8月3日（22歲）  |
| 日本 | 住吉宏太 | 1991年7月1日（28歲）  |
| 日本 | 當原隼人 | 1997年6月26日（22歲） |

### 2019年
|        | 車手          | 出生日期               |
| ------ | ------------- | ---------------------- |
| 新西兰 | 積臣·基士堤   | 1990年12月22日（29歲） |
| 日本   | 早川朋宏      | 1990年1月2日（29歲）   |
| 日本   | 草場啟吾      | 1996年9月8日（23歲）   |
| 法國   | 戴米恩·莫尼爾 | 1982年8月27日（37歲）  |
| 日本   | 中川拳        | 1997年9月22日（22歲）  |

|      | 車手       | 出生日期              |
| ---- | ---------- | --------------------- |
| 日本 | 岡本隼     | 1995年6月1日（24歲）  |
| 日本 | 大前翔     | 1997年8月3日（22歲）  |
| 日本 | 住吉宏太   | 1991年7月1日（28歲）  |
| 日本 | 渡邊翔太郎 | 1994年8月29日（25歲） |

## 主要勝出賽事
2006年
 環北海道單車賽總成績（西谷泰治）
揭幕賽（盛一大）
第3站（西谷泰治）
 先驅太陽報環賽第4站（廣瀨敏）
2007年
 國際自由車環台公路大賽第7站（廣瀨敏）
 環北海道單車賽第2站（西谷泰治）
 环南中国海自行车赛第7、8站（西谷泰治）
2008年
 環東爪哇單車賽第3站（西谷泰治）
 環熊野單車賽第1站（廣瀨敏）
 環北海道單車賽第2、3站（盛一大）
 環北海道單車賽第6站（西谷泰治）
2009年
 環馬來西亞單車賽第6站（西谷泰治）
 環辛卡拉克單車賽第3b站（西谷泰治）
 環北海道單車賽第2站（盛一大）
2010年
 環浮羅交怡單車賽第4站（西谷泰治）
 環北海道單車賽揭幕賽（西谷泰治）
 环南中国海自行车赛總成績（盛一大）
2011年
 環浮羅交怡單車賽第4站（綾部勇成）
 國際自由車環台公路大賽第8站（西谷泰治）
 環熊野單車賽第1站（福田真平）
 環熊野單車賽第3站（西谷泰治）
 環辛卡拉克單車賽第4站（中島康晴）
 环海南岛国际公路自行车赛第2站（中島康晴）
 環沖繩單車賽總成績（盛一大）
2012年
 環日本單車賽第5站（西谷泰治）
 環辛卡拉克單車賽第1站（伊藤雅和）
 環辛卡拉克單車賽第6站（中島康晴）
 環中單車賽（一）第4站（西谷泰治）
2013年
 環日本單車賽第1站（個人計時賽）、第6站（西谷泰治）
 環伊真單車賽第3站（福田真平）
2014年
 環泰國單車賽總成績（中島康晴）
第6站（西谷泰治）
 環東爪哇單車賽第1站（中島康晴）
2015年
 環浮羅交怡單車賽亞洲車手總排名（早川朋宏）
 環泰國單車賽總成績（中島康晴）
2017年
 環北海道單車賽總積分（岡本隼）
第2站（岡本隼）
2018年
 環龍目島單車賽第3站（黑枝士揮）
 環熊野單車賽青年選手總排名（野本空）
2019年
 環伊真單車賽第3站（大前翔）

## 全國錦標賽冠軍
2009年
 日本全國公路錦標賽個人公路賽（西谷泰治）
 日本全國公路錦標賽個人計時賽（盛一大）

## 外部連結
- 官方網站 （页面存档备份，存于）
- 愛三工業車隊 (procyclingstats.com) （页面存档备份，存于）